# Chlorocoma ipomopsis
Chlorocoma ipomopsis är en fjärilsart som beskrevs av Oswald Beltram Lower 1892. Chlorocoma ipomopsis ingår i släktet Chlorocoma och familjen mätare. Inga underarter finns listade i Catalogue of Life.